# Paul H. Wolff
Paul Hermann Wolff (* 13. September 1880 in München; † 26. Januar 1955 ebenda) war ein deutscher Bühnenbildner, Landschaftsmaler und Zeichner.

## Leben
Paul Hermann Wolff war der Sohn des in München tätigen Tier- und Landschaftsmalers Hermann Wolff, 1841 in Detmold geboren, und dessen Frau Elisabeth, geborene Fong.
Er setzte, nachdem er 1890 eine 6-wöchige Probezeit am Maximiliansgymnasium in München nicht bestanden hatte, offenbar für fünf weitere Jahre seine Schulbildung fort, denn erst zum Sommersemester 1896 ist er in den Schülerlisten der Münchner Kunstgewerbeschule aufgeführt. Bis zum Ende des Sommersemesters 1899 bildete er sich hier zum Dekorationsmaler aus. 1910 heiratete er Ida Böhm aus Wien. Zwei Kinder dieser Ehe starben kurz nach ihrer Geburt.
Vermutlich war Paul Hermann Wolff bereits seit dem Abschluss seines Studiums als Dekorationsmaler tätig gewesen. Der Almanach des Bayerischen Staatstheaters für das Spieljahr 1925/26 nennt ihn als Theatermaler am Münchner Nationaltheater (Staatsoper) unter dem technischen Direktor Adolf Linnebach und dem künstlerischen Beirat für das Ausstattungswesen, Leo Pasetti. Wolff hatte eine Stellung als Werkführer innerhalb des technischen Personals des Malersaals, das die Bühnendekorationen ausführte. Für die Uraufführung der Musiktragödie Island-Saga von Georg Vollerthun am 17. Januar 1925 in der Münchner Staatsoper, inszeniert von Willi Wirk, war bereits in der vorangegangenen Spielzeit das Bühnenbild unter Wolffs Leitung entstanden. Wolff war seit 1934 krankgeschrieben und wurde zum 1. Oktober 1936 als Theatermaler in den dauernden Ruhestand versetzt.

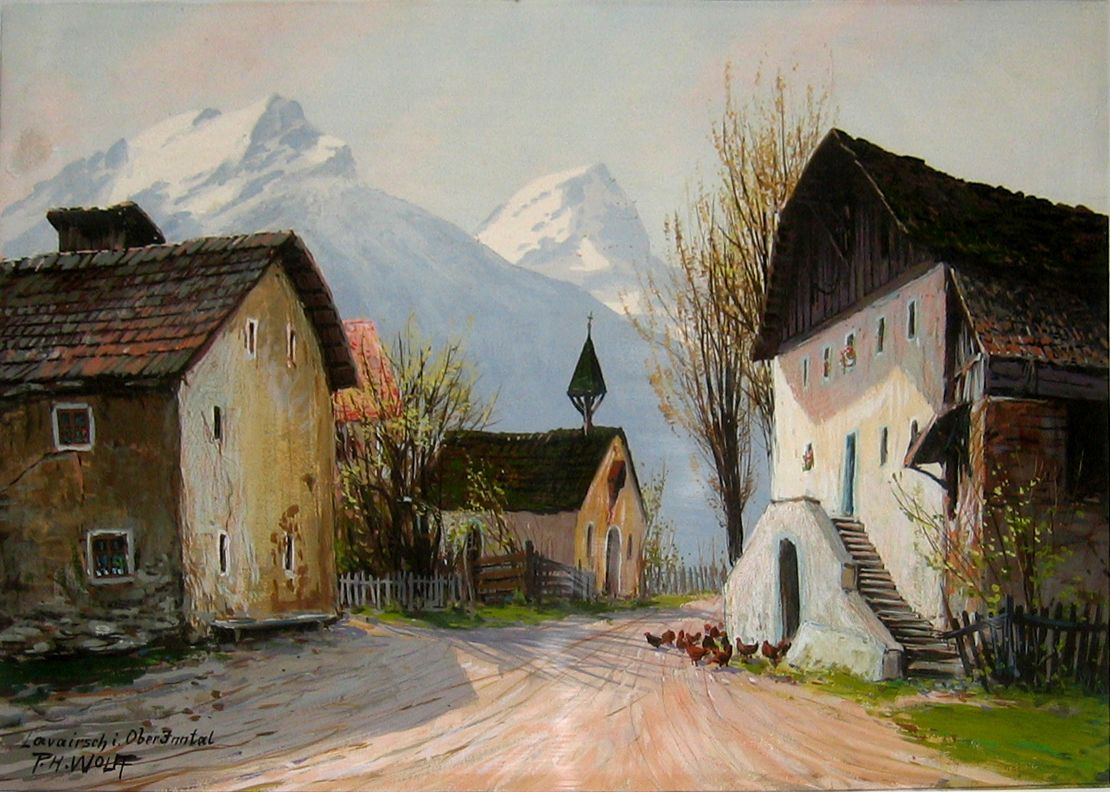
Paul H. Wolff: Lavairsch im Oberinntal; Gouache

Als freier Maler nahm Paul H. Wolff – wie er die meisten seiner Bilder signierte – mindestens seit 1912 und bis Ende der 1930er Jahre an den Jahresausstellungen im Münchner Glaspalast teil. Er zeigte landschaftliche Motive, häufig mit Dorfansichten oder bäuerlichen Anwesen, aus den bayrischen Alpen und aus Südtirol, zunächst als Bleistiftzeichnungen, später vor allem in der Technik der Temperamalerei, in der er mit frischem Farbauftrag und leuchtenden Farben überzeugende Wirkungen erzielte. Zahlreiche seiner Motive erschienen als Kunstpostkarte.
Der Maler Paul H. Wolff ist nicht identisch mit dem Fotografen Paul Wolff oder einem weiteren Paul Wolff aus Paderborn (* 1882), der an der Münchner Kunstgewerbeschule Dekorationsmalerei studierte.